# Прибрежные леса Кросс-Санага-Биоко
Прибрежные леса Кросс-Санага-Биоко — экологический регион, расположенный вдоль части побережья Камеруна и Нигерии и вдоль всего побережья острова Биоко (Экваториальная Гвинея). Статус сохранности экорегиона оценивается как уязвимый, его специальный код — AT0107.

## Климат
Климат экваториальный. В юго-западных предгорьях вулкана Камерун и на юго-западе Биоко количество осадков может превышать 10 000 мм в год с небольшими сезонными колебаниями. Однако вдали от гор годовое количество осадков может составлять 3000 мм вдоль побережья, а вдали от побережье это число опускается до 2000 мм, может быть короткий, но иногда суровый сухой сезон продолжительностью от двух до трёх месяцев. Влажность всегда высокая, редко опускается ниже 90 %.
Температура колеблется от 27—33 °C до 15—21 °C с очень незначительными сезонными колебаниями.

## Флора и фауна

### Флора
Флора содержит большое количество эндемичных видов. Основной растительностью являются влаголюбивые прибрежные вечнозелёные дождевые леса со смешанными влажными полувечнозелёными дождевыми лесами в более засушливых регионах. Леса на высоте более 800—900 м относятся к другим двум экорегионам — горных лесов Камеруна и Биоко и Камерунских высокогорных лесов. Лесные деревья достигают до 50 м в высоту, есть несколько чётко выраженных ярусов растительности.
Наиболее важными семействами (по количеству видов) являются анноновые, бобовые, мареновые, молочайные и стеркулиевые. Экорегион также является центром разнообразия родов гарциния, дорстения, кола и хурма. Эндемичные деревья включают Deinbollia angustifolia, Deinbollia saligna, Medusandra richardsiana, Soyauxia talbotii и ещё несколько других видов.

### Фауна
Леса экорегиона демонстрируют одни из самых высоких показателей богатства видов животных среди всех африканских лесов, особенно среди млекопитающих, птиц и бабочек, ограниченных лесом. Многие животные являются эндемиками этого экорегиона, например Chalinolobus egeria, Crocidura picea или мышевидная белозубка Эйзентраута.
Низинные леса этого экорегиона имеют большое значение для сохранения приматов, здесь встречается большое количество узко распространённых видов, таких как дрил, рыжеухая мартышка (является почти эндемичной для экорегиона), светлый иглокоготный галаго и чубатая мартышка.
В экорегионе нет эндемичных видов птиц, восемнадцать видов птиц распространены максимум в соседних экорегионах.
Герпетофауна весьма разнообразна и содержит несколько эндемичных видов. Только в национальном парке Коруп (Камерун) обитает 174 вида рептилий и амфибий.

## Состояние экорегиона
На экорегион сильно влияет использование человеком, включая лесозаготовки и плантационное сельское хозяйство. Несмотря на большую вырубку лесов, всё ещё остаются большие участки тропических лесов, особенно в приграничном районе между Нигерией и Камеруном. Другой серьёзной угрозой является чрезмерная охота ради мяса диких животных.
Крупнейшими и важнейшими охранными территориями в экорегионе являются национальные парки Кросс-ривер (Нигерия), Коруп и Такаванда (Камерун). В общей сложности защищено более 10 % экорегиона, однако охранные территории не защищают среду обитания должным образом.